# Улита (озеро)
Улита (Чалмажъявр, Чальмьеурь) — озеро в южной части Кольского района Мурманской области России. Исток одноимённой реки.
Площадь озера — 4,84 км². Площадь водосборного бассейна озера — 326 км².
Улита находится на высоте 112 м над уровнем моря, западнее горы Чалмтундра. Вытянуто в субмеридиональном направлении. Есть несколько островов. Сток идёт на север по одноимённой реке в Тулому.

## Данные водного реестра
По данным государственного водного реестра России относится к Баренцево-Беломорскому бассейновому округу, водохозяйственный участок — Тулома от Верхнетуломского гидроузла и до устья. Речной бассейн — бассейны рек Кольского полуострова, впадает в Баренцево море.
Код объекта в государственном водном реестре — 02010000411101000002445.